# Eduard Probst (Filmemacher)
Eduard Probst (* 29. Juli 1906 in Zürich; † 8. Dezember 1970) war ein Schweizer Architekt, Filmemacher und Schriftsteller.

## Leben und Schaffen
Er war der Sohn des Architekten Eugen Probst, der den Schweizerischen Burgenverein gründete. Er besuchte die Primar- und Sekundarschule in Zürich, machte anschliessend eine Lehre als Hochbauzeichner und besuchte die Gewerbeschule in Zürich und Basel, wo er erste Bekanntschaft mit dem Film machte. Das Architekturstudium absolvierte er an der ETH in Zürich. Danach übernahm er als Bauleiter einige Aufträge für seinen Vater.
Zwischen 1924 und 26 war er als Hilfsaufnahmeleitung bei der UFA in Berlin, wo er die Werbefilme „Die Entstehung der Eidgenossenschaft“ und „Oh, mein Heimatland“ drehte. Zwischen 1933 und 1936 hatte er ein Engagement bei der Terra Film in Berlin, wo unter seiner Aufnahmeleitung und künstlerischen Beratung die Filme Wilhelm Tell, „Zu Straßburg auf der Schweiz“ und „Das Fähnlein der sieben Aufrechten“ gedreht wurden.
Danach drehte er in erster Linie selbstständig Dokumentarfilme und übernahm die Filmproduktion selbst. Er drehte die Dokumentarfilme „Burgen und Schlösser der Schweiz“, „Lebendige Schweiz“, „Schweizer Landgemeinde“ und „Wild im Schnee“. Mit dem Dokumentarfilm „Wild im Schnee“ verschaffte er sich weltweites Ansehen. Er übernahm 1938 die Probst-Film AG, die bald zu den besteingerichteten Filmlabors der Schweiz zählte. Bis zum Zweiten Weltkrieg arbeitete er für und mit seinem Filmlabor vor allem für Fremdproduktionen und für den Armeefilmdienst. Durch den Ausbruch des Zweiten Weltkrieges ging die Auftragslage zurück und er konnte wieder an Eigenproduktionen denken. Er drehte die Spielfilme Skiferien, Der Pechvogel und Bergführer Lorenz. 1945 mit dem Ende des Zweiten Weltkrieges und der darniederliegenden europäischen Filmindustrie musste er infolge fehlender Fremdaufträge seine Firma liquidieren. Das eidgenössische politische Departement verschaffte ihm ein Allied-Military-Permit, worauf er sich beim Wiederaufbau von deutschen und spanischen Filmproduktion half. Dabei konnte er viele Länder bereisen und seiner Passion als Fotograf nachkommen. Von seinen Fotos wurden viele in verschiedenen Bildbändern veröffentlicht. Die beiden Bücher „Schweizer Burgen und Schlösser“, die er als Autor geschaffen hat, sind grösstenteils mit Bildern von ihm selbst versehen. In der Folge wurde er mit der Gestaltung des Buchs Führer durch die süddeutschen Burgen und Schlösser beauftragt, das 1968 erschien. Auch die ersten beiden Bücher der Buchreihe Kurorte und Bäder in der Schweiz, der Band Leukerbad und Zurzach, wurden von ihm gestaltet. Daneben betätige er sich als Maler von Öl-, Aquarell- und Pastellbildern.
Seinen umfangreichen filmischen Nachlass vermachte er dem schweizerischen Filmarchiv in Lausanne.

## Spielfilme
- Skiferien, Regie, Drehbuch und Produktionsleiter
- Der Pechvogel, Regie, Drehbuch und Produktionsleiter
- Bergführer Lorenz, Regie, Drehbuch und Produktionsleiter

## Schriften
- Schweizer Burgen und Schlösser. 2 Bände. Orell Füssli, Zürich.
- Führer durch die süddeutschen Burgen und Schlösser. Orell Füssli, 1968.
- Leukerbad = Loèche-les-bains. Französischer Text von Robert Chessex. Verbandsdruckerei Bern.